# Dekanat

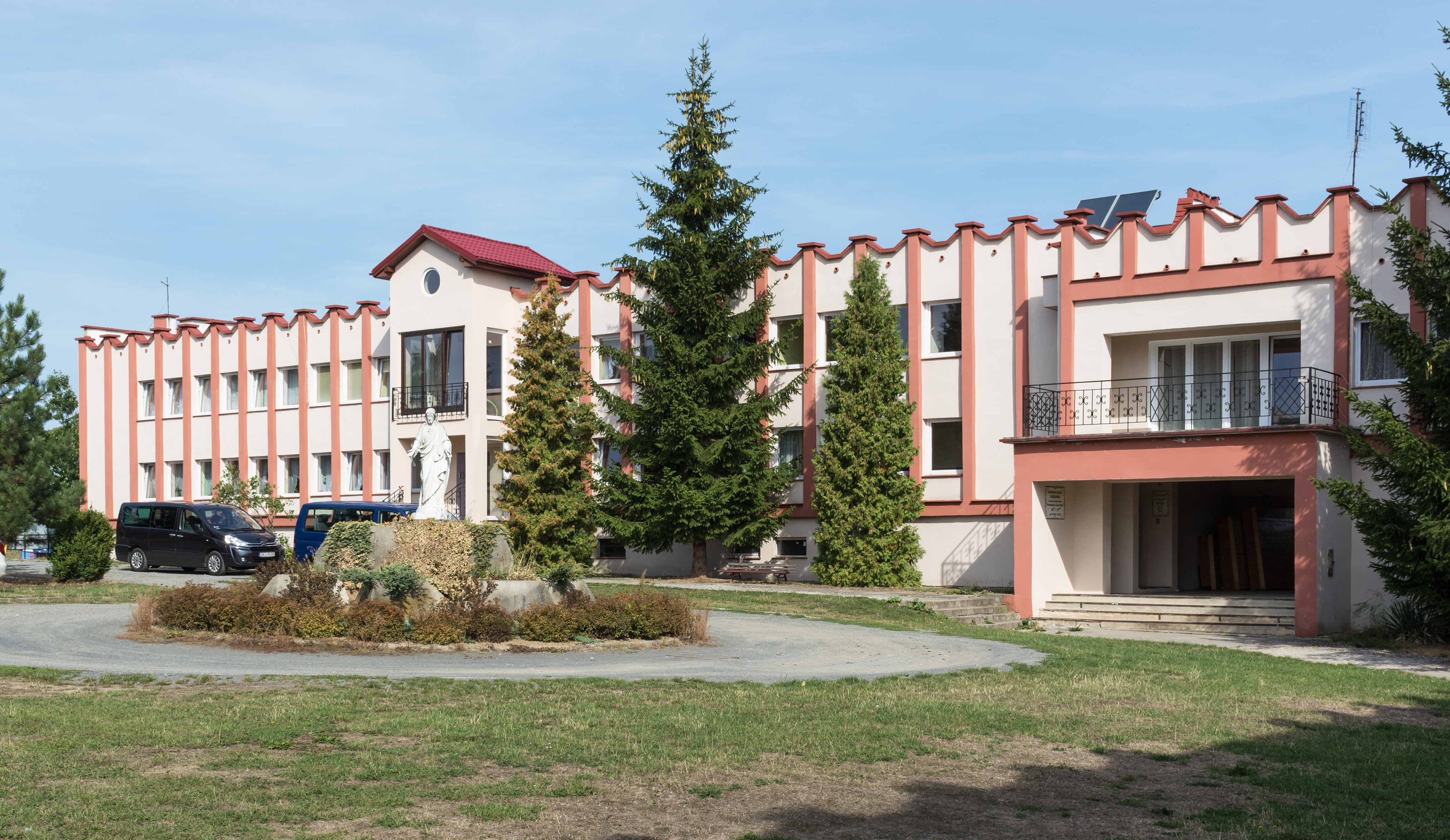
Siedziba dekanatu Kłodzko

Dekanat (wikariat rejonowy, rejon) – jednostka organizacyjna kościołów katolickich, prawosławnych i zielonoświątkowych.
W katolicyzmie – z dziekanem (wikariuszem rejonowym, archiprezbiterem) na czele (zastępuje go wicedziekan), wizytującym parafie podległego mu rejonu w sposób określony przez biskupa diecezjalnego. Obowiązki i prawa dziekana określa prawo powszechne i partykularne. Dekanat obejmuje kilka do kilkunastu parafii, stąd wywodzi się nazwa (łac. decanus = zarządzający dziesięcioma).
Pierwsze dekanaty na obszarze Europy Zachodniej powstawały od około VI-VII wieku, a na ziemiach polskich prawdopodobnie od końca XII wieku. U schyłku średniowiecza nastąpiło wyraźne zmniejszenie roli dekanatów oraz stojących na ich czele dziekanów na rzecz uprawnień archidiakonów. Dopiero w okresie potrydenckim doszło do wzmocnienia roli dziekana i rozwoju organizacji dekanalnej, która stała się pośrednim ogniwem administracji diecezjalnej.
Aktualnie rola dekanatu nie ogranicza się jedynie do zadań administracyjnych, dlatego dekanat obecnie traktowany jest jako zwarta struktura duszpasterska obejmująca część diecezji. Dzięki współpracy dekanalnej możliwe jest sprawniejsze organizowanie np. spowiedzi przedświątecznych w parafiach, przygotowań narzeczonych do przyjęcia sakramentu małżeństwa, lepiej także działają różne formy duszpasterstwa nadzwyczajnego. Celem dekanatu jest także umożliwienie księżom i katechetom pracującym na jego terenie twórczej wymiany doświadczeń, związanych z ich permanentną formacją intelektualną, pastoralną i duchową.
Dekanat jest także właściwą strukturą do rozwoju poradnictwa duszpasterskiego, wspólnych akcji charytatywnych, rekolekcji zamkniętych i pielgrzymek. Jest również platformą rozwijania dialogu i współpracy między duchownymi i świeckimi, wspólnych spotkań katechetów, służby liturgicznej, animatorów grup parafialnych, członków stowarzyszeń chrześcijańskich i ruchów kościelnych.